# Gorzelanka
Gorzelanka (Gorzelańska Rzeka) – struga, lewostronny dopływ Stradomki o długości 9,85 km. Jej źródło znajduje się w lasach koło Wręczycy Wielkiej. Do Częstochowy wpływa przez Gnaszyn, gdzie po przepłynięciu 2,4 km uchodzi do Stradomki.